# Кармен (поэзия)
Кармен — особый стих, заклинание, обращение к некоторым божествам в Древнем Риме.

## Кармен как часть общепринятого религиозного обряда
В первую очередь это был достаточно общепринятый способ обращения к той или иной сущности, божеству, мифическому персонажу. 
Существовали правила его исполнения (например, необходимость повторить определённое количество раз, сопровождать пение определёнными движениями или действиями).
Тит Ливий упоминает процессии жрецов по городу, распевающих подобные заклинания, при этом прыгающих или танцующих.

## Кармен как колдовство
В быту же  так чаще называлось то, что сейчас называют колдовством и ведьмовством (одной из их разновидностей). Это соответственно порицалось в обществе, и запрещалось законами. Например, кармен мог использоваться для того, чтобы лишить неприятного соседа урожая. Альбий Тибулл упоминает, как с помощью этих заклинаний можно перенести урожай с соседского огорода на свой.
Плиний Старший упоминает, что некий вольноотпущенник Фурий, используя лучшие орудия и лучшие методы, чем его сосед, получил более богатый урожай с меньшей полосы земли. Сосед заставил Фурия предстать перед судом, и обвинил его в том, что он околдовал его поле. Но когда судьи увидели его крепких рабов и «колдовские» орудия — обычные мотыги, грабли и плуги, то оправдали его.
Даже заклинания с самыми «низменными» целями озвучивались нараспев.
Тибулл пишет, что одна ведьма сочинила заклинание, которое нужно было пропеть три раза, после чего надо было плюнуть; тогда муж любовницы не поверил бы слухам об имевшей место в действительности любовной связи его жены с исполняющим заклинание, причём при этом доверяя ложным сплетням про других её любовников.

## Этимология
Происходит, видимо, от слова canere (петь).
Наши названия - «заговор», «наговор», «шептание», немецкие Bespechung, pispern указывают на то, что заговоры именно говорились, шептались. У французов заговор называется incantation, колдун — enchanteur. Были ли когда-нибудь французские заговоры «напевами» не известно. На свидетельство названия здесь нельзя положиться, потому что оно произошло от латинского incantatio (чары, заговор), incantator (колдун), incantare (очаровывать). У римлян, действительно, мы уже находим соответствие между названием и способом исполнения чар. Римляне заговоры пели. У них поэзия и заговор носили одно название - carmen.